# Empowerment Plan
Empowerment Plan — американская компания, организация социального предпринимательства. Производит пальто, которые могут трансформироваться в спальные мешки. Для работы компания привлекает женщин, живущих в приютах для бездомных.

## История
Идея создания пальто, которое могло превращаться в спальный мешок, пришла калифорнийке Веронике Скотт во время обучению дизайну в одном из мичиганских университетов. Она выяснила, что некоторые бездомные считают для себя неприемлемой жизнь в приюте и предпочитают ночевать на улицах. Проект пальто, для пошива которого использовалось вторичное сырьё, выиграл награду на International Design Excellence Award и в 2012 году Скотт основала компанию Empowerment Plan. Для работы Empowerment Plan нанимает бездомных детройтских женщин. Произведённые пальто продаются, некоторая часть распространяется среди бездомных. Компания планирует построить гибридную модель ведения бизнеса, чтобы процент с каждого пальто, проданного обычному покупателю, шёл на пальто для бездомного.
В 2015 году журнал Forbes включил Веронику Скотт в число 30 главных социальных предпринимателей мира в возрасте до 30 лет.